# ましのみ
ましのみ（1997年2月12日 - ）は、日本の女性シンガーソングライター、歌手である。千葉県出身。
2018年2月7日にポニーキャニオンからメジャーデビュー。

## 概要
ピアノとギターを用いた弾き語りスタイルで活動しており、Sony Music アーティスト養成講座 the LESSON オーディションで第二期生に選出された。
また、ヤマハグループが開催する日本最大規模の音楽コンテストである、Music Revolution（ミューレボ） 第10回 東日本ファイナルでグランプリを獲得した。ライブ中、常備されているという2リットルのペットボトルに入った水を飲み干す様がトレードマークとなっている。

## 来歴
- 高校3年の冬から本格的に活動を開始。都内ライブハウスを中心にライブ活動をしている[5]。
- 2014年 - Sony Music アーティスト養成講座 the LESSON 第二期生のオーディションに応募し、第二期生に選出される[6]。
- 2015年11月23日 - 第57回三田祭オフィシャルソングに選ばれ、三田祭メインステージにて演奏する[5]。
- 2016年2月7日 - ヤマハグループが開催する日本最大規模の音楽コンテストである、Music Revolution（ミューレボ）The 10thに応募し、宮地楽器大会U23にてグランプリを獲得、宮地楽器U-23代表に選出される[7]。
- 2016年3月19日、『The 10th Music Revolution 東日本FINAL STAGE』にてオリジナル曲『Q.E.D』を熱唱し、約3000組の中からグランプリを獲得した[8][9]。
- 2016年9月20日、タワーレコード渋谷 3F未流通作品コーナー（タワクル）で、自身初ワンマンで発表したCD 『ハッピーエンドが見えません』の取り扱いが開始された[10]。なお、このCDは2016年9月19日から10月30日まで5週連続でタワクルの売り上げ第1位をキープしている（途中に売り場改装が1週間あり実質は6週連続第1位）。
- 2021年、相鉄沿線全26駅の曲を製作する「相鉄レコードプロジェクト」に参加し、相鉄線沿線各駅ごと全26曲分の楽曲を書き下ろし歌う。

## 人物・エピソード
- シンガーソングライターのmiwaに憧れを抱いており、2015年1月20日にmiwaゆかりのライブハウスである下北沢LOFT[11] にて初ライブを行う。
- 2015年9月26日 『JAPAN FOLK FESTIVAL 2015』出演[12]。
- 2015年11月3日 『HUG ROCK FESTIVAL 2015 秋頃』[13] および2015年11月23日 第57回三田祭で配布されたフリーサンプラーCDに収録されている「夢ノート」と「ぼたん」はfreeDL可能である[14]。
- 2016年2月12日、19歳の誕生日に自身初の企画ライブを四谷天窓にて行う。その様子は、平成クレイジーエッグズの動画でも配信されている[15]。
- 2016年3月19日、『The 10th Music Revolution 東日本FINAL STAGE』に宮地楽器U-23代表として出場する[16]。
- 2016年4月3日、平成クレイジーエッグズのカメラマンによるアー写撮影が行われ、2016年4月10日に行われた下北沢LOFTでのライブ以降、フライヤーとして配布されている[17]。
- 2016年4月29日 『HUG ROCK FESTIVAL 2016 春うらら』[18] にて2016.9.17に自身初のワンマンライブを恵比寿天窓.switchにて行うことを発表した。なお、ハグロックについては、国内No.1の情報量を誇る音楽ニュースサイトのナタリーにて紹介されている[19]。
- 2016年7月3日 『earth garden ”夏” 2016』出演[20]。
- 2016年8月9日 『HUG ROCK FESTIVAL 2016 ハグの日』出演[21]。
- 2016年9月17日 恵比寿天窓.switchにて自身初のワンマンライブ『ましのみ 初ワンマンライブ ～サブタイトルなんてつけたくない～』を行う。なおこのライブのチケットは2016年7月3日にsoldしている。
- 2016年10月2日 『GO AROUND JAPAN 2016』出演[22]。
- 2016年10月21日 タワーレコード渋谷にて、『ましのみ ミニライブ＆特典会』を行う[23]。このインストアライブにて自身2回目となるワンマンライブ『ましのみ2ndワンマンライブ 「鉛筆の芯をみつけたい」』を2017年3月11日に渋谷TSUTAYA O-Crestにて行うことを発表した。
- 2016年10月30日 『SINGER SONG WRITERS 2016』（通称 SSW16）に、『俺推し★SSW』として選出され出演[24]。

## 使用楽器
ピアノは小学校1年から6年生頃まで習っており、高校では軽音部に所属しベースを担当。2015年1月20日のデビューライブや2016年5月5日の四谷天窓ライブではギター弾き語りを行っている。

### キーボード
2016年5月以降のライブでは自らのキーボード（CASIO WK6600、愛称：ぴかじろう）による弾き語り演奏を行なっている。また同時期より自らのPC（MAC）を用いたラップ（通称：ましらっぷ）をライブで披露することが多い。

## 作品

### シングル
|     | 発売日       | タイトル                  | 規格品番                                | 収録曲 | 備考             |
| --- | ------------ | ------------------------- | --------------------------------------- | --- | ---------------- |
| 1st | 2018年8月1日 | どうせ夏ならバテてみない? | PCCA-04685:初回限定盤 PCCA-04686:通常盤 | 1. どうせ夏ならバテてみない? 2. 海水掛け合いっこ 3. コレクション of コネクション 4. どうせ夏ならバテてみない?(Inst.) 5. 海水掛け合いっこ(Inst.) | オリコン最高95位 |

### 配信限定シングル
| 発売日         | タイトル                               | レーベル                            |
| -------------- | -------------------------------------- | ----------------------------------- |
| 2017年10月4日  | プチョヘンザしちゃだめ                 | Yamaha Music Entertainment Holdings |
| 2018年1月12日  | ストイックにデトックス(TV version)     | ポニーキャニオン                    |
| 2019年1月21日  | フリーズドライplease                   | ポニーキャニオン                    |
| 2019年10月14日 | エスパーとスケルトン                   | ポニーキャニオン                    |
| 2020年11月13日 | French Toast / ましのみ&Nyarons        | Yamaha Music Entertainment Holdings |
| 2020年11月20日 | Nurse and Singer / Nyarons&ましのみ    | Yamaha Music Entertainment Holdings |
| 2021年2月12日  | Girls Party feat.パンのみみ            | Yamaha Music Entertainment Holdings |
| 2021年6月12日  | 淡々とメロウ                           | Mashinomi                           |
| 2021年6月19日  | 少年少女                               | Mashinomi                           |
| 2021年6月26日  | midnight baby                          | Mashinomi                           |
| 2021年9月11日  | masquerade                             | Mashinomi                           |
| 2022年1月26日  | escape                                 | PARK                                |
| 2022年9月7日   | STAR STATUS (feat. Wez Atlas & 80KIDZ) | PARK                                |
| 2022年12月21日 | Fantasy? (feat. maco marets)           | PARK                                |
| 2023年2月15日  | 2018                                   | PARK                                |

### デモ
|                  | 発売日         | タイトル                                    | 収録曲 | 備考                                 |
| ---------------- | -------------- | ------------------------------------------- | --- | ------------------------------------ |
| 1stデモCD        | 2015年7月10日  | 夢ノート                                    | 1. 夢ノート [03:45] 2. 一等星 [2:13] 3. かわらないキョリ [3:32 | 300円、2015年11月25日廃盤            |
| 1stサンプラーCD  | 2015年11月3日  | 夢ノート(coupling with ぼたん)              | 1. 夢ノート [3:44] 2. ぼたん [4:22] | 2015年11月23日、無料配布             |
| 2ndデモCD        | 2015年12月1日  | 忘れちゃいけない夜のこと                    | 1. unbalance [2:27] 2. 木曜日は誰のもの？ [4:04] 3. 忘れちゃいけない夜のこと [4:25]                                                                                     | 500円                                |
| 3rdデモCD        | 2016年2月12日  | 揺れるもの揺らがないもの                    | 1. Q.E.D [3:19] 2. ミスター [2:32] 3. 雨としゃぼん玉 [4:10] 4. アンハッピー・バースデー [3:41] 5. 好きでいさせてくれてありがとう [4:23] 6. ぼたん【Bonus Track】 [4:22] | 1000円。ライブ会場で販売中。         |
| 2ndサンプラーCD  | 2016年5月28日  | Q.E.D.                                      | 1. Q.E.D [3:23] | 下北沢タワーレコード30枚限定無料配布 |
| 3rd サンプラーCD | 2016年10月21日 | 渋谷タワレコ初インストア特典CDだよ ～Yeah～ | 1. Q.E.D [03:23] 2. アンハッピーバースデー [4:04] | タワーレコード渋谷特典音源           |

### アルバム
|                | 発売日        | タイトル                   | 規格品番                                | 収録曲 | 備考                                                      |
| -------------- | ------------- | -------------------------- | --------------------------------------- | --- | --------------------------------------------------------- |
| 4th CD         | 2016年9月17日 | ハッピーエンドが見えません | YMPCD-29                                | 1. ハッピーエンドが見えません [2:57] 2. 2コードのシティポップ [2:57] 3. Unbalance [5:21] 4. あなたを掃除する日曜日 [3:12] 5. スポットライトに騙されて [5:22] 6. 信じていなくてごめんなさい～piano ver～ [4:38] 7. WANKO=SOBA【Bonus Track】 [3:21]                                                                            | 1000円。ライブ会場および タワーレコード渋谷店にて販売中。 |
| 5th CD         | 2017年3月11日 | ましのみのサブアカウント   | YMPCD-34                                | 1. 四角2の文章題 [4:00] 2. 【サポートされていない恋愛形式です】 [4:07] 3. ココアの君はいつだって青い [3:39] 4. 酸いも甘いも僕のもの [4:04] 5. ぼたん [4:39] 6. それ以外 [5:45] 7. ふぉんふぉん【Bonus Track】 [2:35] | 1000円。ライブ会場およびタワーレコード渋谷店にて販売中    |
| major 1st      | 2018年2月7日  | ぺっとぼとリテラシー       | PCCA-04602:初回限定盤 PCCA-04603:通常盤 | 1. プチョヘンザしちゃだめ [3:29] 2. ナンセンスに逆戻り [4:32] 3. 名のないペンギン空を飛べ [2:45] 4. エゴサーチで幸あれエブリデイ [4:26] 5. やりくりゲーム [4:44] 6. Hey Radio [4:38] 7. 灰かぶり姫 [3:22] 8. ミスター [2:20] 9. ストイックにデトックス [4:22] 10. リスクマネジメント失敗 [4:26] 11. チャイニーズ再履修 [1:27] | メジャーデビューアルバム。オリコン最高69位                |
| major 2nd      | 2019年2月20日 | ぺっとぼとレセプション     | PCCA-04748:初回限定盤 PCCA-04749:通常盤 | 1. フリーズドライplease 2. ’s 3. タイムリー 4. 美化されちゃって大変です 5. Q.E.D. 6. どうせ夏ならバテてみない? 7. 錯覚 8. コピペライター 9. ターニングポイント 10. ゼログラビティのキス 11. 凸凹 12. AKA=CHAN 13. 夢ノート(bonus.)                                                                                            | オリコン最高80位                                          |
| major 1st mini | 2020年3月18日 | つらなってODORIVA          | PCCA-04934:初回限定盤 PCCA-04935:通常盤 | 1. 7 2. NOW LOADING 3. エスパーとスケルトン 4. 薄っぺらじゃないキスをして 5. のみ込む | オリコン最高137位                                         |

### その他
- 相鉄レコードプロジェクトの楽曲（2021年）

1. 「Ebina」海老名のうた
2. 「kashiwadai」かしわ台のうた
3. 「sagamino」さがみ野のうた
4. 「Sagami-ōtsuka」相模大塚のうた
5. 「Yamato」大和のうた
6. 「seya」瀬谷のうた
7. 「Mitsukyō」三ツ境のうた
8. 「Kibōgaoka」希望ケ丘のうた
9. 「Shōnandai」湘南台のうた
10. 「Yumegaoka」ゆめが丘のうた
11. 「Izumi-chūō」いずみ中央のうた
12. 「Izumino」いずみ野のうた
13. 「Yayoidai」弥生台のうた
14. 「Ryokuen-toshi」緑園都市のうた
15. 「Minami-makigahara」南万騎が原のうた
16. 「Futamata-gawa」二俣川のうた
17. 「Tsurugamine」鶴ケ峰のうた
18. 「Nishiya」西谷のうた
19. 「Kami-hoshikawa」上星川のうた
20. 「Wadamachi」和田町のうた
21. 「Hoshikawa」星川のうた
22. 「Tennōchō」天王町のうた
23. 「Nishi-yokohama」西横浜のうた
24. 「Hiranuma-bashi」平沼橋のうた
25. 「Yokohama」横浜のうた
26. 「Hazawa yokohama-kokudai」羽沢横浜国大のうた

### 楽曲提供
| 発売日        | タイトル                                                    | 規格品番   | 収録曲                            | 備考                                |
| ------------- | ----------------------------------------------------------- | ---------- | --------------------------------- | ----------------------------------- |
| 2020年3月25日 | うちタマ?! 〜うちのタマ知りませんか?〜 ボーカルコレクション | SVWC-70485 | なんてことない唄 / ノラ（梶裕貴） | 作詞・作曲、第8話エンディングテーマ |

### 参加作品
| 発売日        | タイトル                                 |
| ------------- | ---------------------------------------- |
| 2021年1月8日  | kodani園芸『夜を跨げ (feat. ましのみ)』  |
| 2021年2月10日 | パンのみみ『chocolate (feat. ましのみ)』 |

## タイアップ
| 曲名                                | タイアップ |
| ----------------------------------- | --- |
| どうせ夏ならバテてみない？          | テレビ朝日系「musicる TV」2018年8月度エンディングテーマ テレビ神奈川「音楽缶」2018年8月度オープニングテーマ                                               |
| ストイックにデトックス              | テレビアニメ「たくのみ。」エンディングテーマ |
| 7(ナナ)                             | 毎日放送テレビドラマ「死にたい夜にかぎって」オープニングテーマ テレビ神奈川（tvk）制作の音楽情報バラエティ番組「関内デビル」2020年3月度エンディングテーマ |
| 淡々とメロウ 少年少女 midnight baby | 毎日放送「よるわまわるよ」テーマソング |

## 出演

### テレビ
- 2018年[29]
  - 1月29日 MBS「SPICE MUSIC」
  - 2月10日 TVK 「吉田山田のドレミファイル♪」
  - 2月10日 熊本放送 「SOUND STEADY」
  - 2月11日 フジテレビ 「Love Music」
  - 2月12日 CBC 「メイプル超音楽」
  - 2月17日 関西テレビ 「音エモン」
  - 2月19日 NIB長崎国際テレビ 「AIR」
  - 2月19日 岩手めんこいテレビ 「BEATNIKS」
  - 2月22日 愛媛朝日テレビ 「らぶ ちゅちゅ」
  - 2月24日 TBS 「開運音楽堂」
  - 2月24日 RKBテレビ 「チャートバスターズR！」
  - 3月16日 OHK1 「Ｍｕｓｉｃ Ｔｒｉｂｅ ＴＶ」

### ラジオ
出典：
- 2017年
  - 10月30日 J-WAVE 「SONAR MUSIC」
- 2018年
  - 1月15日 CROSS FM 「Maipedia」
  - 1月15日 CROSS FM 「DAY+」
  - 1月15日 CROSS FM 「Challengeラヂオ」
  - 1月19日 FM福岡 「カムカムFM福岡」
  - 1月22日 FM福岡 「MOVING MONTHLY STYLE」
  - 1月23日 FM福岡 「TREASURE TIMES」
  - 1月30日 ニッポン放送 「ミュ〜コミ+プラス」
  - 2月1日 HFM 「ヘッドホンおじさんCX」
  - 2月3日 FM PORT 「WEEKEND COLOR」
  - 2月8日 e-radio 「style!」
  - 2月8日 α-Station 「SUNNYSIDE BALCONY」
  - 2月8日 FM OH! 「Music Bit」
  - 2月8日 ZIP-FM 「GROOVER'S DIVE」
  - 2月8日 CBCラジオ 「ナガオカ×スクランブル」
  - 2月9日 RadioNEO 「SUNNY」
  - 2月9日 @FM 「Thambs up Friday」
  - 2月11日 TOKYO FM 「奥華子のRoom.875」
  - 2月13日 ラジオ日本 「60TRY部」
  - 2月14日 α-Staition 「LIFT」
  - 2月15日 MBSラジオ 「ザ・ヒットスタジオ(木)」
  - 2月17日 TOKYO FM 「奥華子のRoom.875」
  - 2月18日 FM愛媛 「まじでましのみ」
  - 2月19日-2月23日 FM三重 「HOT AIR WAVE」
  - 2月21日 ZIP-FM 「Midnight Chrome」
  - 2月22日 NACK5 「キラスタ」　
  - 2月23日 FM802 「BRIGHT MORNING」
  - 2月23日 ニッポン放送 「金曜ブラボー。」
  - 2月24日 OBCラジオ 「サラピン音楽塾！」
  - 2月26日 TS ONE 「HITS ONE powered by Billboard JAPAN」
  - 3月2日 文化放送 「ガキパラ」
  - 3月3日 OBCラジオ 「サラピン音楽塾！」
  - 3月4日 KBS京都 「GetUp京都〜マグナム石井SHOW」
  - 3月16日 FM岡山 「WEEKEND PARADISE」
  - 3月18日 FM香川 「Special programSANUKI ROCK COLOSSEUM」
  - 3月30日 FM岡山 「牛嶋俊明 ドリームファクトリー」
  - 4月7日 J-WAVE「RADIO DONUTS」
  - 4月11日 OHK岡山放送 「MUSIC TRIBE」
  - 5月3日 FM802 Ciao Amici!

### 映画
- 君と、徒然（2019年3月8日、エル・アミティエ）- 先輩 役[30]

### ストリーミング放送
朝日新聞ｘ18歳19歳「せんきょの学校」

### 書籍・雑誌
- 月刊オーディション 2016年6月号
- 朝日新聞 2016年7月3日
- 月間エレクトーン2018年5月号

## ライブ
| #   | タイトル | 作詞 | 作曲・編曲 |
| --- | --- | ---- | ---------- |
| 1.  | 「1月9日（火）GREENSPARK ＠大阪umeda TRAD」                                                                            |      |            |
| 2.  | 「2月10日（土）メジャーデビューアルバムリリース記念イベント＠タワーレコードNU茶屋町店」                                |      |            |
| 3.  | 「2月11日（日）メジャーデビューアルバムリリース記念イベント＠タワーレコード渋谷店」                                    |      |            |
| 4.  | 「2月17日（土）ましのみメジャーデビューアルバム「ぺっとぼとリテラシー」リリース記念イベント＠ヤマハ銀座スタジオ」      |      |            |
| 5.  | 「3月11日（日）メジャーデビュー記念ワンマンリア部「ぺっとぼとリテラシー～別途ほとばしるショータイムへようこそ～vol.1」 |      |            |
| 6.  | 「3月15日（木）OTOEMON FESTA 2018」                                                                                    |      |            |
| 7.  | 「3月17日（土）HAPPY JACK 2018」                                                                                       |      |            |
| 8.  | 「3月18日（日）SANUKI ROCK COLOSSEUM」                                                                                 |      |            |
| 9.  | 「同日 786FM香川ステージ 公開生放送!」                                                                                 |      |            |
| 10. | 「3月19日 CROSS FM 25th ANNIVERSARY SPECIAL A☆CROSS the MUSIC ～UP-AND-COMERS～ 5 supported by BEA」                   |      |            |
| 11. | 「4月8日（日）ひつじウォーズ2018」                                                                                     |      |            |
| 12. | 「5月3日（木）FM802 FUNKY MARKET」                                                                                     |      |            |
| 13. | 「5月26日（土）Shimokitazawa SOUND CRUISING 2018」                                                                     |      |            |
| 14. | 「5月27日（日）TVアニメ「たくのみ。」スペシャルイベント」                                                              |      |            |

| #   | タイトル                                                                  | 作詞 | 作曲・編曲 |
| --- | ------------------------------------------------------------------------- | ---- | ---------- |
| 1.  | 「1月4日(水) 京都ROUTERx2 (京都)」                                        |      |            |
| 2.  | 「1月5日(木) 四谷天窓 (飛び入り、ギター)」                                |      |            |
| 3.  | 「1月16日(月) 六本木morph」                                               |      |            |
| 4.  | 「1月22日(日) 四谷天窓」                                                  |      |            |
| 5.  | 「2月3日(金) 吉祥寺シルバーエレファント」                                 |      |            |
| 6.  | 「2月12日(日) 四谷天窓 (ましのみ20歳)」                                   |      |            |
| 7.  | 「2月17日(金) 大阪 タワレコNU茶屋町 (Free) (インストア) (大阪)」          |      |            |
| 8.  | 「2月18日(土) 名古屋 タワレコパルコ (Free) (インストア) (愛知)」          |      |            |
| 9.  | 「2月24日(金) 恵比寿天窓.switch」                                         |      |            |
| 10. | 「2月25日(土) 渋谷タワレコ (Free) (インストア)」                          |      |            |
| 11. | 「2月28日(火) 渋谷Gee-ge」                                                |      |            |
| 12. | 「3月5日(日) 川崎セルビアンナイト (神奈川)」                              |      |            |
| 13. | 「3月11日(土) 渋谷O-Crest (2ndワンマン) (5th CD)」                        |      |            |
| 14. | 「3月24日(金) 渋谷タワレコ (Free) (インストア)」                          |      |            |
| 15. | 「3月31日(金) 渋谷桜丘さくらまつり (Free)」                               |      |            |
| 16. | 「4月1日(土) 渋谷桜丘さくらまつり (Free)」                                |      |            |
| 17. | 「4月1日(土) 渋谷のラジオ (Free)」                                        |      |            |
| 18. | 「4月17日(月) 青山月見ル君想フ」                                          |      |            |
| 19. | 「4月23日(土) 四谷天窓」                                                  |      |            |
| 20. | 「4月29日(土) 渋谷スターラウンジ」                                        |      |            |
| 21. | 「5月27日(土) 下北沢LIVEHOLIC (Shimokitazawa SOUND CRUISING) (コラボCD)」 |      |            |
| 22. | 「6月21日(水) Shibuya eggman」                                            |      |            |
| 23. | 「7月29日(土) 四谷天窓」                                                  |      |            |
| 24. | 「8月28日(月) 渋谷DESEO」                                                 |      |            |
| 25. | 「9月15日(金) 渋谷GUILTY」                                                |      |            |
| 26. | 「9月17日(日) 新宿Motion (TOKYO CALLING)」                                |      |            |
| 27. | 「10月9日(月祝) 南堀江knave (MINAMI WHEEL) (大阪)」                       |      |            |
| 28. | 「10月9日(月祝) SPORTY COFFEE (Free) (MINAMI WHEEL) (大阪)」              |      |            |
| 29. | 「10月14日(土) 渋谷WWW (3rdワンマン)(1D)」                                |      |            |
| 30. | 「11月21日(土) 新代田FEVER」                                              |      |            |

| #   | タイトル                                                  | 作詞 | 作曲・編曲 |
| --- | --------------------------------------------------------- | ---- | ---------- |
| 1.  | 「1月5日(火) 渋谷Gee-ge」                                 |      |            |
| 2.  | 「1月9日(土) 北参道Grapes」                               |      |            |
| 3.  | 「1月11日(月) 四谷天窓」                                  |      |            |
| 4.  | 「2月2日(火) 恵比寿天窓.switch」                          |      |            |
| 5.  | 「2月7日(日) 宮地楽器神田店 Zippal Hall」                 |      |            |
| 6.  | 「2月12日(金) 四谷天窓 (ましのみ19歳) (3rd demo CD)」     |      |            |
| 7.  | 「2月17日 (水) 渋谷Gee-ge」                               |      |            |
| 8.  | 「2月22日(月) 恵比寿天窓.switch」                         |      |            |
| 9.  | 「2月24日(水) 下北沢BASEMENT BAR」                        |      |            |
| 10. | 「2月26日(金) 下北沢Laguna」                              |      |            |
| 11. | 「3月1日(火) 渋谷Gee-ge」                                 |      |            |
| 12. | 「3月8日(火) 北参道ストロボカフェ」                       |      |            |
| 13. | 「3月16日(水) 恵比寿天窓.switch」                         |      |            |
| 14. | 「3月18日(金) 渋谷LUSH」                                  |      |            |
| 15. | 「3月19日(土) 渋谷duo」                                   |      |            |
| 16. | 「3月21日(月) 下北沢SEED SHIP」                           |      |            |
| 17. | 「3月23日(水) 新宿Shinjuku Sakura Terrace (Free)」        |      |            |
| 18. | 「3月27日(日) 下北沢モナレコード」                        |      |            |
| 19. | 「4月1日(金) 渋谷Gee-ge」                                 |      |            |
| 20. | 「4月8日(金) 原宿 神宮橋 (路上)」                         |      |            |
| 21. | 「4月10日(日) 下北沢LOFT」                                |      |            |
| 22. | 「4月14日(木) 渋谷Gee-ge」                                |      |            |
| 23. | 「4月16日(土) 下北沢BASEMENT BAR」                        |      |            |
| 24. | 「4月19日(火) 渋谷7th floor」                             |      |            |
| 25. | 「4月28日(金) 北参道ストロボカフェ」                      |      |            |
| 26. | 「4月29日(金祝) 渋谷スターラウンジ (ハグロック)」         |      |            |
| 27. | 「3月18日土) 下北沢SEED SHIP」                            |      |            |
| 28. | 「5月1日(日) 代々木公園原宿門 (路上)」                    |      |            |
| 29. | 「5月3日(火祝) 原宿ストロボカフェ (景品CD)」              |      |            |
| 30. | 「5月5日(木祝) 四谷天窓 昼公演」                          |      |            |
| 31. | 「5月5日(木祝) 四谷天窓 夜公演」                          |      |            |
| 32. | 「5月14日(土) 渋谷ロクシタン前 (路上)」                   |      |            |
| 33. | 「5月18日(水) 恵比寿天窓.switch」                         |      |            |
| 34. | 「5月24日(日) 下北沢BASEMENT BAR」                        |      |            |
| 35. | 「5月27日(金) 四谷天窓」                                  |      |            |
| 36. | 「5月29日(日) 北参道ストロボカフェ」                      |      |            |
| 37. | 「6月1日(水) Shibuya eggman」                             |      |            |
| 38. | 「6月5日(日) 下北沢SEED SHIP」                            |      |            |
| 39. | 「6月7日(火) 渋谷CLUB CRAWL」                             |      |            |
| 40. | 「6月12日(日) 四谷天窓」                                  |      |            |
| 41. | 「6月19日(日) 渋谷Gee-ge」                                |      |            |
| 42. | 「6月20日(月) 渋谷LUSH」                                  |      |            |
| 43. | 「6月22日(水) 赤坂天竺」                                  |      |            |
| 44. | 「7月3日(日) 代々木公園野外ステージ (Free)」              |      |            |
| 45. | 「7月3日(日) 渋谷Gee-ge」                                 |      |            |
| 46. | 「7月5日(火) 原宿ストロボカフェ」                         |      |            |
| 47. | 「7月7日(木) Shibuya Milkyway」                           |      |            |
| 48. | 「7月17日(日) 横浜O-Site (神奈川)」                       |      |            |
| 49. | 「7月23日(土) 恵比寿天窓.switch」                         |      |            |
| 50. | 「7月31日(日) 高円寺U-hA」                                |      |            |
| 51. | 「8月2日(火) 渋谷O-nest」                                 |      |            |
| 52. | 「8月9日(火) 渋谷O-west (ハグロック)」                    |      |            |
| 53. | 「8月11日(木祝) 神田zippal hall (ゲスト出演)」            |      |            |
| 54. | 「8月21日(日) 神田zippal hall (ゲスト出演)」              |      |            |
| 55. | 「8月23日(火) 渋谷Gee-ge」                                |      |            |
| 56. | 「8月25日(木) 渋谷CRAWL」                                 |      |            |
| 57. | 「9月7日(水) 渋谷チェルシーホテル (1D)」                  |      |            |
| 58. | 「9月10日(土) 渋谷Gee-ge」                                |      |            |
| 59. | 「9月17日(土) 恵比寿天窓.switch (1stワンマン) (4th CD)」  |      |            |
| 60. | 「9月24日(土) 下北沢BASEMENT BAR」                        |      |            |
| 61. | 「10月2日(日) ゆうパークおごせ (GO AROUND JAPAN) (埼玉)」 |      |            |
| 62. | 「10月4日(火) Shibuya eggman」                            |      |            |
| 63. | 「10月11日(火) Shibuya Milkyway」                         |      |            |
| 64. | 「10月14日(金) 原宿アストロホール」                       |      |            |
| 65. | 「10月15日(土) MANDIR (Free) (大学生限定)」               |      |            |
| 66. | 「10月19日(水) 下北沢Laguna」                             |      |            |
| 67. | 「10月21日(金) 渋谷タワレコ (Free) (インストア)」         |      |            |
| 68. | 「10月27日(木) 渋谷eggman」                               |      |            |
| 69. | 「10月31日(日) 大阪城野外音楽堂 (SSW16) (大阪)」          |      |            |
| 70. | 「11月1日(火) Shibuya eggman」                            |      |            |
| 71. | 「11月9日(水) 渋谷Gee-ge」                                |      |            |
| 72. | 「11月18日(金) Shibuya eggman」                           |      |            |
| 73. | 「11月25日(金) 渋谷スターラウンジ」                       |      |            |
| 74. | 「12月3日(土) 北参道ストロボカフェカフェ」                |      |            |
| 75. | 「12月14日(水) 渋谷マック横 (路上)」                      |      |            |
| 76. | 「12月19日(月) Shibuya eggman」                           |      |            |
| 77. | 「12月24日(土) 四谷天窓」                                 |      |            |
| 78. | 「12月25日(日) 渋谷GARRET (ハグロック)」                  |      |            |
| 79. | 「12月26日(月) 四谷天窓.comfort」                         |      |            |

| #   | タイトル                                                      | 作詞 | 作曲・編曲 |
| --- | ------------------------------------------------------------- | ---- | ---------- |
| 1.  | 「1月20日(火) 下北沢LOFT (初ライブ)」                         |      |            |
| 2.  | 「2月11日(水祝) 下北沢音倉」                                  |      |            |
| 3.  | 「2月21日(金) 渋谷Gee-ge」                                    |      |            |
| 4.  | 「3月10日(火) 下北沢LOFT」                                    |      |            |
| 5.  | 「3月14日(金) 渋谷Gee-ge」                                    |      |            |
| 6.  | 「3月16日(日) 渋谷Gee-ge」                                    |      |            |
| 7.  | 「3月23日(月) 四谷天窓.comfort」                              |      |            |
| 8.  | 「3月28日(土) 下北沢音倉」                                    |      |            |
| 9.  | 「4月15日(水) 渋谷Gee-ge」                                    |      |            |
| 10. | 「4月18日(土) 渋谷Gee-ge」                                    |      |            |
| 11. | 「4月21日(火) 渋谷Gee-ge」                                    |      |            |
| 12. | 「5月1日(金) 渋谷Gee-ge」                                     |      |            |
| 13. | 「5月5日(火祝) 渋谷Gee-ge」                                   |      |            |
| 14. | 「5月12日(火) 渋谷Gee-ge」                                    |      |            |
| 15. | 「5月21日(木) 渋谷Gee-ge」                                    |      |            |
| 16. | 「5月24日(日) 下北沢音倉」                                    |      |            |
| 17. | 「6月3日(水) 渋谷Gee-ge」                                     |      |            |
| 18. | 「6月15日(月) 渋谷Gee-ge」                                    |      |            |
| 19. | 「7月10日(金) 下北沢LOFT (1st demo CD)」                      |      |            |
| 20. | 「7月22日(水) 四谷天窓.comfort」                              |      |            |
| 21. | 「8月2日(日) 渋谷Gee-ge 昼公演」                              |      |            |
| 22. | 「8月2日(日) 渋谷Gee-ge 夜公演」                              |      |            |
| 23. | 「8月15日(土) 四谷天窓.comfort」                              |      |            |
| 24. | 「8月29日(土) 渋谷Gee-ge」                                    |      |            |
| 25. | 「9月3日(木) 四谷天窓.comfort」                               |      |            |
| 26. | 「9月6日(日) 井荻チャイナスクエア」                           |      |            |
| 27. | 「9月12日(土) 渋谷Gee-ge」                                    |      |            |
| 28. | 「9月20日(日) 恵比寿CreAto」                                  |      |            |
| 29. | 「9月21日(月祝) SOARS MUSIC LAB大阪 (大阪)」                  |      |            |
| 30. | 「9月24日(木) ひまわり広場」                                  |      |            |
| 31. | 「9月26日(土) ゆうパークおごせ (JAPAN FORk FESTIVAL) (埼玉)」 |      |            |
| 32. | 「9月28日(月) 渋谷Gee-ge」                                    |      |            |
| 33. | 「10月1日(木) 四谷天窓」                                      |      |            |
| 34. | 「10月8日(木) 四谷天窓」                                      |      |            |
| 35. | 「10月11日(日) 恵比寿CreAto」                                 |      |            |
| 36. | 「10月17日(土) 下北沢音倉」                                   |      |            |
| 37. | 「10月23日(金) 下北沢LOFT」                                   |      |            |
| 38. | 「10月30日(金) 下北沢BASEMENT BAR」                           |      |            |
| 39. | 「11月3日(火祝) 渋谷Gee-ge (ハグロック) (Free sampler CD)」   |      |            |
| 40. | 「11月9日(月) 恵比寿天窓.switch」                             |      |            |
| 41. | 「11月12日(木) 渋谷Gee-ge」                                   |      |            |
| 42. | 「11月20日(金) 四谷天窓」                                     |      |            |
| 43. | 「11月23日(月祝) 三田祭 (Free) (Free sampler CD)」            |      |            |
| 44. | 「11月25日(水) 渋谷Gee-ge」                                   |      |            |
| 45. | 「12月1日(火) 渋谷7th floor (2nd demo CD)」                   |      |            |
| 46. | 「12月4日(金) ひまわり広場」                                  |      |            |
| 47. | 「12月15日(火) 渋谷Gee-ge」                                   |      |            |
| 48. | 「12月20日(日) 渋谷Gee-ge」                                   |      |            |
| 49. | 「12月24日(木) 渋谷LUSH」                                     |      |            |
| 50. | 「12月31日(木) 渋谷Gee-ge」                                   |      |            |
| 51. | 「12月31日(木) 四谷天窓」                                     |      |            |

## 受賞歴・記録
- 2015年11月23日 第57回 三田祭 オフィシャルテーマソングアーティストに選出[31]。
- 2016年3月19日 The 10th Music Revolution 東日本FINAL STAGE 1日目 GRAND-PRIX　ましのみ『Q.E.D.』[9]。